# Rapcsányi László (tanár)
Rapcsányi László, teljes nevén: Rapcsányi László Gábor (Izsák, 1903. április 21. – 1945. január 15.) magyar polgári iskolai tanár, országgyűlési képviselő.

## Élete
1903-ban született Izsákon, Rapcsányi Imre kántortanító és Paksi Julianna római katolikus szülők gyermekeként. A jászberényi főgimnáziumban tett érettségi vizsgája után három esztendeig a nagykátai állampénztárban teljesített szolgálatot, majd öt esztendeig a 2. honvéd gyalogezredben szolgált. Közben elvégezte a polgári iskolai tanárképző intézetet és megszerezte a magyar-történelem szakos polgári iskolai tanári oklevelet. 1932-ben Soroksáron vállalt polgári iskolai tanári állást. Fiatal korától foglalkozott politikával és számos nemzeti irányú mozgalomnak lelkes résztvevője volt. A Nyilaskeresztes Pártnak megalakulásától volt tagja; az 1939-es országgyűlési képviselő-választáson a párt színeiben Pest megye északi körzetében szerzett listás mandátumot. Főleg agrárkérdésekkel foglalkozott.
Felesége Büki Ilona Veronika volt, akivel 1944-ben kötött házasságot Budapesten.
A budapesti V. kerületi járásbíróság 1954-ben 1945. január 15-ei dátummal holttá nyilvánította.